# Немецкая академия музыки и театра в Праге
Немецкая академия музыки и театра в Праге (нем. Deutsche Akademie für Musik und darstellende Kunst in Prag) — высшее музыкальное учебное заведение (консерватория) в Чехословакии, работавшее в Праге в 1920—1945 годах.
Академия фактически выделилась из состава Пражской консерватории в связи с тем, что в межвоенной Чехословакии сформировалась тенденция к раздельному функционированию культурных институций двух основных наций — чехов и немцев. У её истоков стоял первый ректор Академии Александр фон Цемлинский, среди его ближайших помощников первоначально были ученики Арнольда Шёнберга Антон Веберн и Генрих Яловец, а также Теодор Файдль и Георг Селл. Исполнительным директором при Цемлинском был (до выхода на пенсию в 1925 году) пианист и музыкальный педагог Ромео Финке (1868—1938). Его племянник Фиделио Финке также преподавал в академии с момента её создания, а в 1927 году сменил уехавшего в Берлин Цемлинского на посту ректора.
Во главе с Финке в академии сформировалась особая немецко-чешская композиторская школа. Среди учеников Финке по Немецкой академии были, в частности, Карл Михаэль Комма, Карл Мария Пизаровиц, Вальтер Зюскинд.
В 1940 году в рамках курса нацистского руководства на дальнейшую германизацию Праги и пражской культурной жизни академия была преобразована в Высшую школу — Институт музыки (нем. Hochschulinstitut für Musik) при Немецком университете в Праге. С окончанием Второй мировой войны и последовавшей фактической депортацией немецкого населения Чехии согласно Декретам Бенеша академия была упразднена.

## Известные преподаватели
- Конрад Анзорге
- Эвальд Шиндлер

## Известные студенты
- Ганс Краса
- Алиса Херц-Зоммер